# Sport Vlaanderen Heusden-Zolder Velodroom Limburg
Das Sport Vlaanderen Heusden-Zolder Velodroom Limburg ist eine multifunktionale Sporthalle mit Radrennbahn im belgischen Heusden-Zolder, neben dem Circuit Zolder gelegen. Der Sportkomplex wurde im Oktober 2023 eingeweiht.

## Geschichte
Mit der Planung der Radrennbahn wurde 2018 begonnen, nachdem der ehemalige Radrennfahrer Marc Wauters sich schon seit Mitte der 2000er Jahre für die Idee engagiert hatte. Mit dem Bau wurde ein Konsortium aus mehreren Unternehmen beauftragt. Durch die COVID-19-Pandemie verzögerte sich der Baubeginn. Die Sportstätte wurde schließlich von 2022 bis 2023 fertiggestellt. Nicky Degrendele und Robbe Ghys fuhren die ersten Runden auf der neuen Radrennbahn, bei der 90 Tonnen Holz und 260.000 Nägel verbaut worden waren.

## Sportprogramm
Im November 2023 gab der europäische Radsportverband UEC bekannt, dass die Bahnradsport-Europameisterschaften 2025 der Elite sowie die im Jahre 2028 in Heusden-Zolder ausgetragen werden sollen. Zudem ist die Ausgabe der Bahnradsport-Europameisterschaften der Junioren/U23 2027 dort geplant. Die Rennen der Straßenradsport-Europameisterschaften 2024 wurden jeweils am Velodrom gestartet. Zudem hat der Weltverband UCI die Junioren-Weltmeisterschaften für 2026 an Heusden-Zolder vergeben. Die belgischen Meisterschaften 2023/2024 fanden ebenfalls dort statt. Auf der angegliederten BMX-Strecke sollen 2027 die Europameisterschaften durchgeführt werden. 2024 sind die europäischen Badminton-Europameisterschaften der Senioren geplant.